# Economidichthys
Az Economidichthys a csontos halak (Osteichthyes) főosztályának a sugarasúszójú halak (Actinopterygii) osztályába, ezen belül a sügéralakúak (Perciformes) rendjébe, a gébfélék (Gobiidae) családjába és a Gobiinae alcsaládjába tartozó nem.

## Rendszerezés
A nembe az alábbi 2 faj tartozik:
- Economidichthys pygmaeus (Holly, 1929) - típusfaj
- Economidichthys trichonis Economidis & Miller, 1990